# Nikolaos Michaloliakos
Nikolaos G. Michaloliakos é o fundador e líder do partido nacionalista grego Aurora Dourada. Seu partido foi diversas vezes acusado de promover o neonazismo por figuras públicas, organizações sociais, partidos políticos e veículos midiáticos. Seu partido chegou a declarar que ''Israel é o inimigo eterno da Grécia''

## Vida e educação
Michaloliakos nasceu em Atenas em 1957. De acordo com o seu partido, ele completou seus estudos na Faculdade de Matemática da Universidade Nacional e Capodistriana de Atenas.

## Prisão e condenação
Após a morte do rapper antifascista Pavlos Fyssas, em setembro de 2013, por um suposto partidário da aurora dourada, Michaloliakos foi preso em 28 de setembro de 2013 juntamente com vários membros da aurora dourada sob a acusação de estar envolvido com organizações criminosas a folha de acusação inclui assassinato, extorsão e envolvimento no desaparecimento de 100 imigrantes Após 18 meses de prisão preventiva, o máximo permitido, Michaloliakos foi libertado da prisão e colocado em prisão domiciliária. Em 29 de julho de 2015, sua prisão domiciliar foi levantada, mas ele é proibido de deixar a região da Ática.
Em abril de 2015, o julgamento de Michaloliakos e 68 outros réus começou na prisão de alta segurança Korydallos, em Atenas , mas foi adiada várias vezes por razões técnicas e para encontrar um cenário mais adequado.
Em outubro de 2020, o tribunal penal de Atenas condenou a 13 anos de prisão, Nikolaos Mijaloliajos, e os restantes seis dirigentes, uma semana depois de terem sido declarados culpados por formação de organização criminosa.

## Controvérsias
Michaloliakos é um negador do holocausto, contrariando especialmente a existência das câmaras de gás utilizadas pelos nazistas durante a Segunda Guerra Mundial, ele também, referiu o nazista Adolf Hitler como ''uma grande personalidade do século XX''.
Em outubro de 2012, Michaloliakos fez a saudação fascista durante uma reunião do seu partido, ele disse; '' Às vezes, congratulamo-nos com isso, mas nossas mãos estão limpas''
Em dezembro de 2012, ele sugeriu implementar minas terrestres nas fronteiras da Grécia para conter a imigração ilegal e ele também propôs o fechamento das fronteiras gregas, seus discursos normalmente, são acusados de promover ataques a imigrantes e de propagar xenofobia. o seu partido chegou a propor a introdução da pena de morte para imigrantes criminosos
Por outro lado, foi acusado de ter colaborado com o Serviço Nacional de Inteligência no início dos anos 80, tendo alegadamente recebido um salário mensal de 120.000 dracmas, o que foi negado por ele e seu partido. Uma evidência da colaboração é um holerite mostrando os nomes de Michaloliakos e Konstantinos Plevris como funcionários da agência. A Golden Dawn afirmou que o voto é uma falsificação.

## Aurora Dourada
A Aurora Dourada é um partido liderado e fundado por Michaloliakos, o espectro político do partido é de extrema-direita. O partido tem como ideologias principais o fascismo, o neonazismo e o ultranacionalismo grego, o partido possuí como ideologias secundárias o Antissemitismo o Metaxismo, preconceitos como Homofobia e Xenofobia e o Corporativismo